# Lavenstein

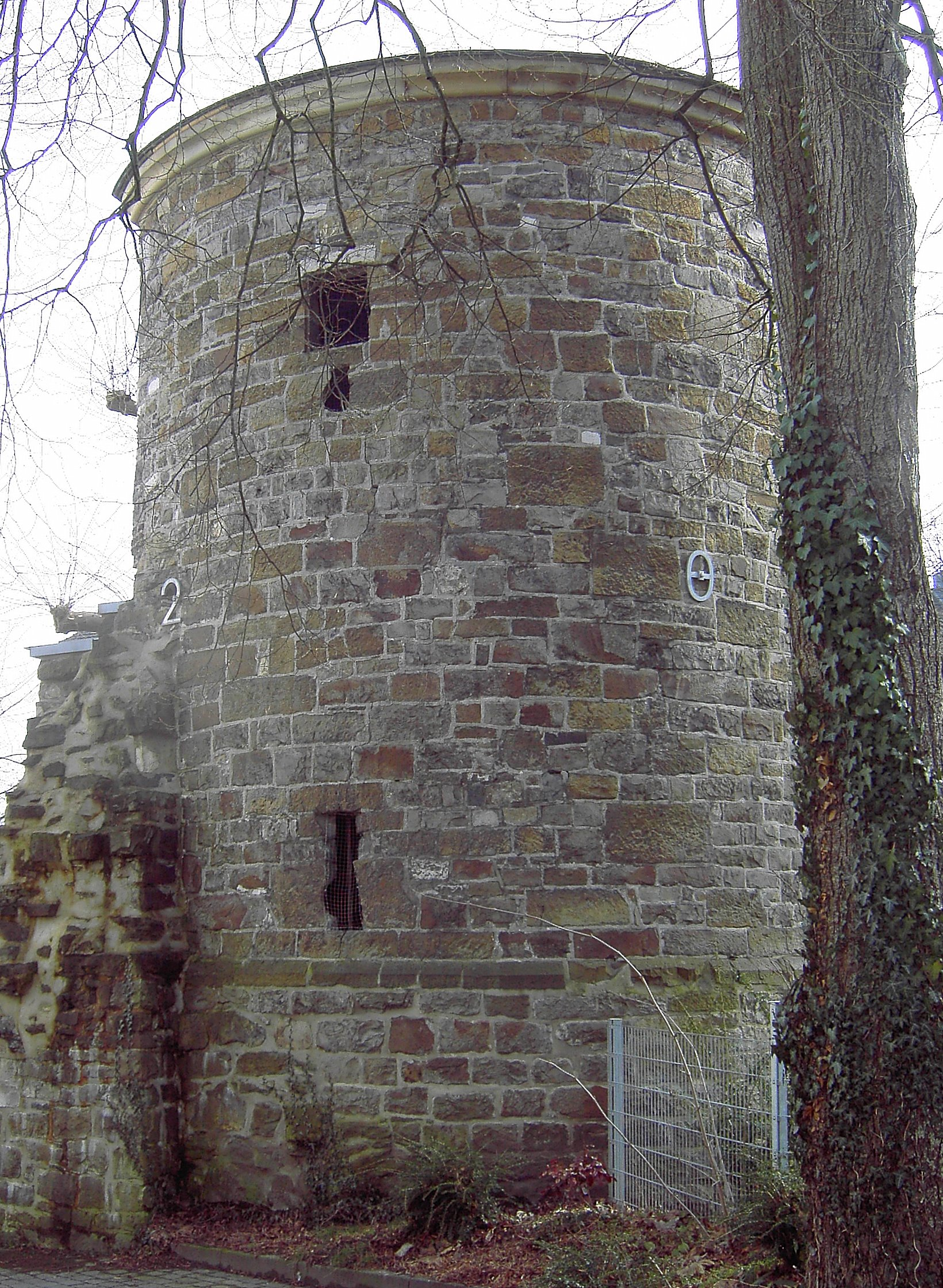
De Lavenstein

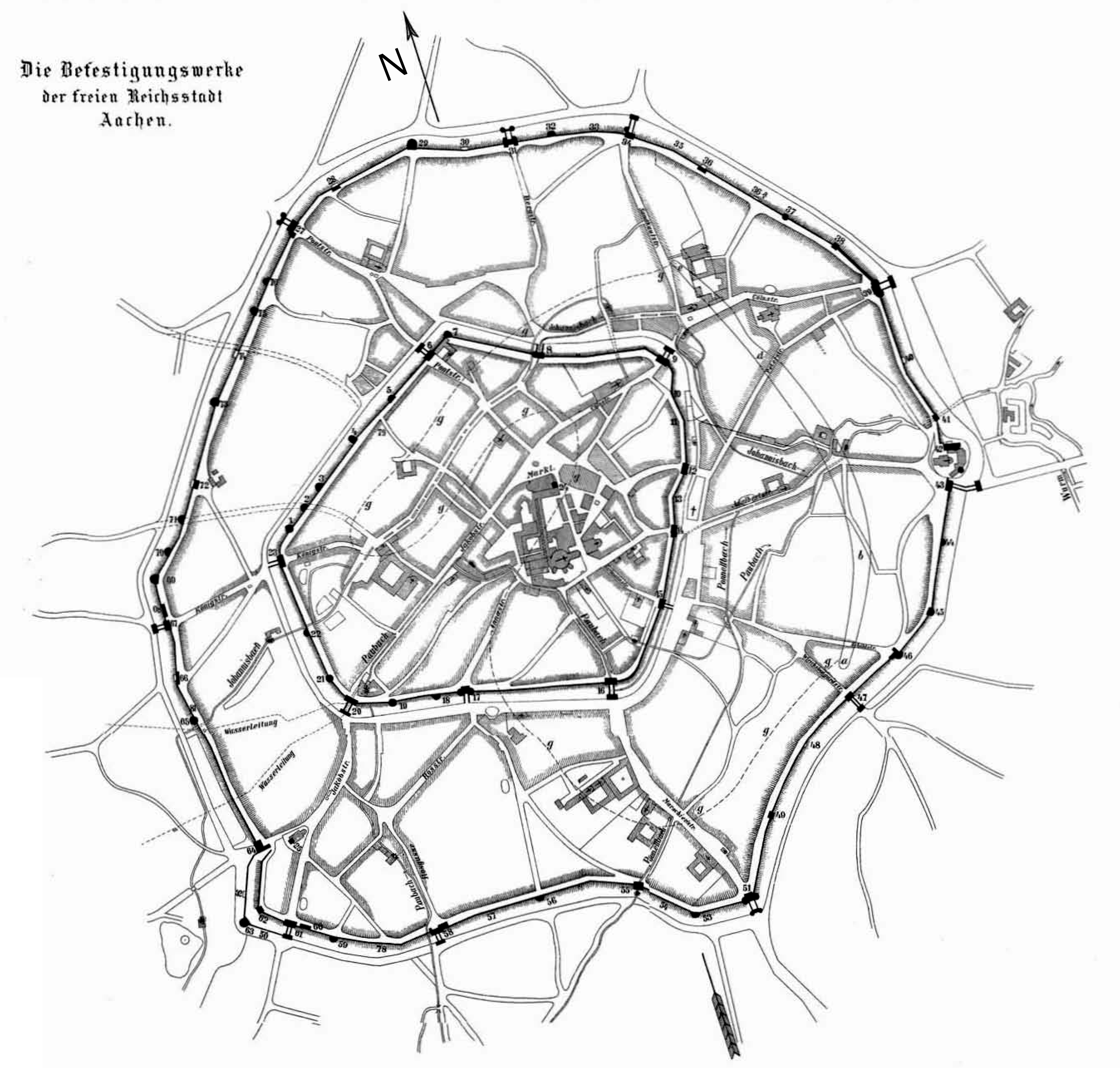
Overzicht van de vestingwerken in Aken. Nummer 59 is de Lavenstein.

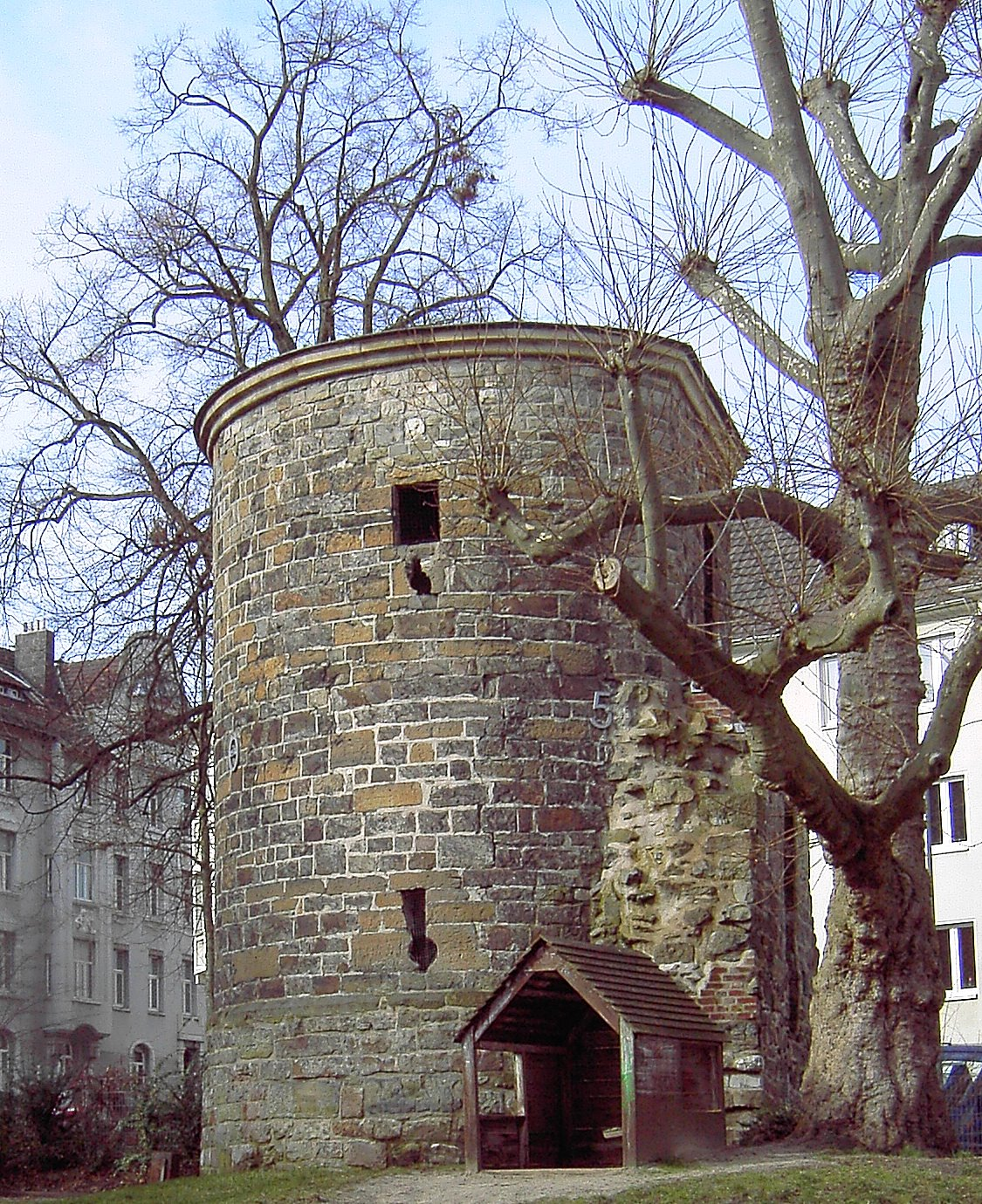

De Lavenstein was een weertoren en maakte deel uit van de tussen 1257 en 1357 gebouwde buitenste stadsmuren van de Duitse stad Aken. De waltoren bestaat nog steeds. Het is een van de weinige overgebleven torens van de vestingwerken van de stad.

## Locatie
In de buitenste ringmuur stond de Lavenstein in het zuidwesten tussen de Rostor (in het oosten) en de Jakobstor (in het westen). Ze bevindt zich in een driehoekig park dat begrensd wordt door Hubertusstraße, Boxgraben en Am Lavenstein. Tussen de Lavenstein en de Rostor bevonden zich geen andere torens. Tussen de Lavenstein en de Jakobstor bevond zich een van de wachthuizen van de Akense stadsmuren.

## Geschiedenis
De bouwdatum van de Wasserturm werd niet overgeleverd, maar werd vermoedelijk opgetrokken in de 13e of 14e eeuw aangezien in de periode van 1257 tot 1357 de buitenste stadsmuur gebouwd werd.
Ten tijde van de Franse bezetting van Aken gaf Napoleon instructies om de militaire betekenis van Aken te minimaliseren. Als gevolg daarvan werden grote delen van de stadsmuren geslecht in de eerste helft van de 19e eeuw, waarbij de Lavenstein ontsnapte aan de vernietiging.
In de 19e eeuw gebruikten de inwoners de koelte binnen de muren van de Lavenstein als ijskelder. Ze verlaagden de vloer van de toren en op een lager niveau werd er ijs opgeslagen, die zij in de winter van bevroren vijvers in de buurt kochten. Afgedekt hield men het tot aan de zomer vol en was men in staat om de koeling van levensmiddelen en dranken aan te wenden en te verkopen.

## Beschrijving
De Lavenstein is een uit breuksteen opgerichte ronde toren met een doorsnede van 6,6 meter. Het grondvlak is niet helemaal rond, maar heeft aan de stadskant een afvlakking met een lengte van 4,2 meter.
De toren heeft twee verdiepingen. De begane grond kon bereikt worden door een kleine poort aan de voet van de stadsmuur. De bovenverdieping was alleen bereikbaar via de kroon van de stadsmuur. Van hieruit voert vanaf de muur aan de stadszijde een trap omhoog naar het dak. Beide verdiepingen bezitten een vlak koepelgewelf, een kroonlijst draagt een vlak kegeldak.
De begane grond had drie schietgaten voor boogschutters en kruisboogschutters, waarvan er twee gericht waren op de gracht en een in het midden de velden in. De bovenverdieping had boven schietgaten bredere schietluiken voor geschut zoals de ballista.
De militaire betekenis van de Lavenstein was echter gering. Hij diende als uitkijktoren. Een gedenkplaquette herinnert aan de stadshistorische betekenis van het bouwwerk.